# Dharana
Dharana (Sanskriet: धारणा, dhāraṇā, 'eenpuntige aandacht', 'concentratie') is de zesde stap op het achtvoudige yogapad (ashtanga yoga) uit de Yogasoetra's van Patanjali. De andere zeven stappen zijn: yama, niyama, asana, pranayama, pratyahara, dhyana en samadhi. Bij dharana wordt de aandacht op één punt of onderwerp gefixeerd om tot volledige concentratie te komen. Dharana maakt deel uit van samyama, een technische term die de drie hoogste stadia van concentratie op het achtvoudige pad onder één noemer samenvat.

1. Dhāraṇā is het fixeren van de aandacht van de geest (chitta) op één punt of object.
2. Dhyāna is de gestage, ononderbroken stroom van de aandacht op dat object.
3. Samādhi treedt op wanneer het object van dhyāna het subject wordt, waardoor het zelfbewustzijn verdwijnt en men opgaat in het object van meditatie.
4. Deze drie tezamen vormen samyama, het vermogen om in één vloeiende beweging van de geest van dhāranā over te gaan in dhyāna en samādhi.
5. Door de verovering van samyama wordt men verlicht met wijsheid.
6. Samyama kan op verschillende onderwerpen worden gericht.
7. Dit (dhāraņā, dhyāna en samādhi) zijn de drie innerlijke (antaranga) onderdelen van het achtvoudige pad.